# موزه سکونتگاه‌های نوسنگی

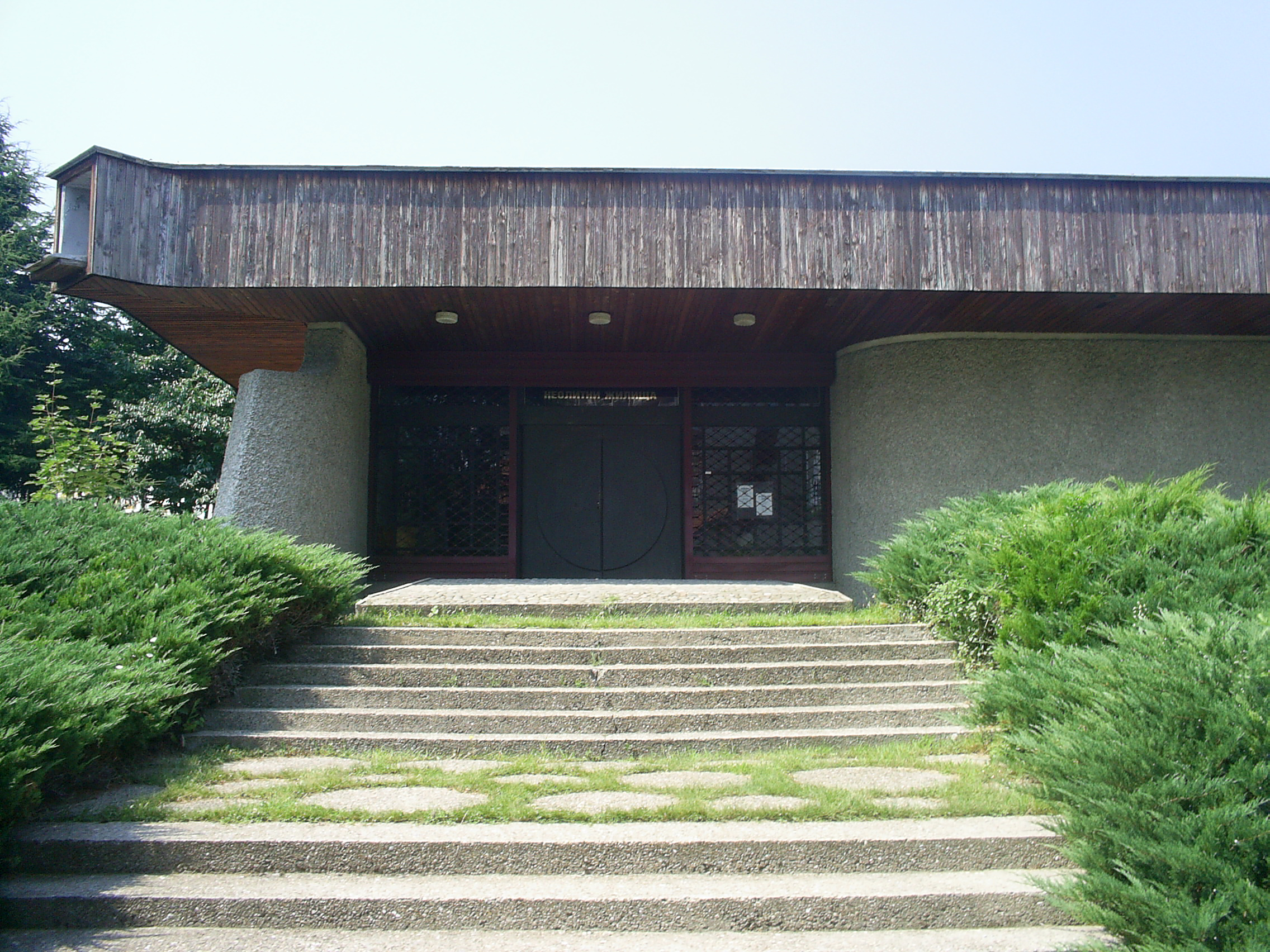
نمای بیرونی ساختمان موزه

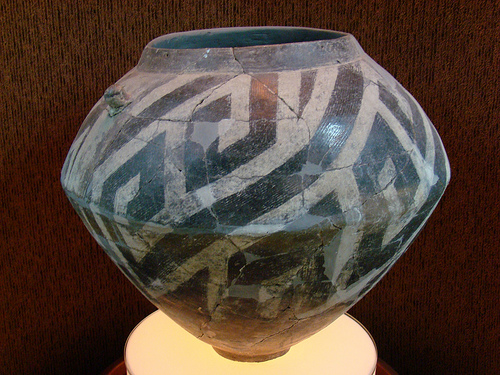
ظرف سرامیکی کشت کارانوو، هزاره ششم قبل از میلاد

موزه سکونتگاه‌های نوسنگی موزه‌ای در استارا زاگورا، بلغارستان است که ویرانه‌های دو تا از قدیمی‌ترین ساختمان‌های باقی مانده در جهان را در خود جای داده است.
موزه سکونتگاه‌های نوسنگی در استارا زاگورا، بلغارستان در سال ۱۹۷۹ ایجاد شد. این یکی از شعبه‌های موزه تاریخی منطقه ای استارا زاگورا است. موزه در اطراف دو منزلگاه نوسنگی ساخته شده است که قدمت آنها به هزاره ششم قبل از میلاد بازمی‌گردد. ۱۸۲۶ قطعه شیء در آنجا پیدا شد. سکونت‌گاه‌های نوسنگی از آن دوران، در اروپا به بهترین شکل حفظ شده‌اند. آشپزخانه‌ها، شومینه‌ها، آسیاب‌های غلات دستی و ظروف سرامیکی غنی‌ترین موجودی خانه‌های پیش از تاریخ هزاره ششم پیش از میلاد در اروپا را تشکیل می‌دهند. نمایشگاه هنر ماقبل تاریخ ۳۳۳ مورد از مهم‌ترین یافته‌های دوران نوسنگی و مس‌سنگی (هزاره ۶ قبل از میلاد - هزاره سوم قبل از میلاد) را به نمایش می‌گذارد.